# Troctoptera
Troctoptera là một chi bướm đêm thuộc họ Noctuidae.